# Friedrich von Broich

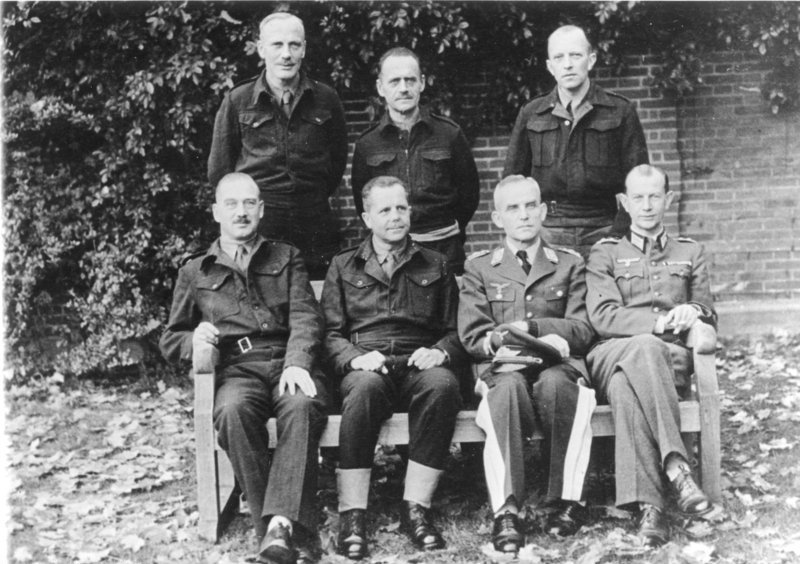
Broich (sitzend 1.v.l.) in Trent Park

Friedrich Freiherr von Broich (* 1. Januar 1896 in Straßburg; † 24. September 1974 in Leoni, Starnberger See) war ein deutscher Generalleutnant und Kommandeur der 10. Panzer-Division im Zweiten Weltkrieg.

## Familie
Von Broich stammt aus dem in den Freiherrenstand erhobenen Adelsgeschlecht von Broich. Seine Eltern waren Karl Freiherr von Broich (* 1862) und Mary von Benda (* 1869). Er heiratete am 6. Juni 1921 in Demmin Olegard-Margarete Freiin von Lützow (* 1898).

## Leben
Er trat am 2. Juli 1914 als Offiziersanwärter in das  2. Pommersche Ulanen-Regiment Nr. 9 ein, wurde nach Ausbruch des Ersten Weltkriegs am 25. September 1914 zum Fähnrich ernannt und kurze Zeit darauf am 24. Dezember zum Leutnant befördert. Mit seinem Regiment kam er bis zu einer Erkrankung im Februar 1915 an der Westfront zum Einsatz. Nach seiner Genesung wurde er dem Ersatz-Regiment zugeteilt und im April 1915 zu einem MG-Lehrgang nach Döberitz sowie anschließend bis 13. September 1915 zum Kürassier-Regiment „von Seydlitz“ (Magdeburgisches) Nr. 7 kommandiert. Im November 1915 erkrankte er ein weiteres Mal, sodass er erst am 3. Januar 1916 wieder zur Truppe kam und ab 10. Januar an der Ostfront im Felde stand. Am 3. Juli 1918 erfolgte seine Ernennung zum Eskadronchef in seinem Regiment. Bei einem Einsatz am 13. Oktober 1918 wurde er verwundet und während seines Lazarettaufenthaltes am 18. Oktober zum Oberleutnant befördert.
Nach Kriegsende erfolgte seine Übernahme in die Reichswehr und die Zuteilung zur 2. Eskadron des 6. (Preußisches) Reiter-Regiments in Schwedt/Oder. Am 1. Oktober 1924 wurde Broich in den Regimentsstab nach Pasewalk versetzt und dort am 10. Januar 1925 als Regimentsadjutant eingesetzt. Nach seiner Beförderung zum Rittmeister am 1. Februar 1928 übernahm von Broich am 1. Oktober die 2. Eskadron des 8. (Preußisches) Reiter-Regiments in Oels und war zeitgleich vom 1. Juni 1931 bis 1. Dezember 1933 Standortältester. Im Anschluss daran ernannte man ihn zum Adjutanten der 1. Kavalleriedivision in Frankfurt an der Oder. Als Major (seit 1. Januar 1935) erfolgte am 15. Oktober 1935 seine Versetzung in das Reichskriegsministerium zum Inspekteur der Kavallerie (In3) und die dortige Beförderung zum Oberstleutnant am 1. Oktober 1937. Als solcher übernahm er am 12. November 1938 das II. Bataillon des Kavallerie-Regiments 6.
Kurz vor Beginn des Zweiten Weltkriegs erhielt von Broich am 26. August 1939 das Kommando über die Aufklärungsabteilung 34. Im Dezember 1939 gab er das Kommando bereits wieder ab, um das Kavallerie-Regiment 21 zu nehmen, das er auch während des Westfeldzuges in Frankreich 1940 führte. Nach der Beförderung zum Oberst am 1. September 1940 übernahm von Broich das Kavallerie-Regiment 22 und während des Russlandfeldzuges das Reiter-Regiment 1, das dann am 1. Dezember 1941 zur Schützen-Brigade 24, später dann zur Panzer-Grenadier-Brigade 24, umgewandelt wurde. Kurzzeitig versetzte man Broich vom 31. Oktober bis 10. November 1942 in die Führerreserve, um ihn anschließend mit der Führung der zunächst als Brigade aufgestellten Division „von Broich“ auf dem Nordafrikanischen Kriegsschauplatz zu beauftragen. Am 5. Februar 1943 ernannte man Broich zum Kommandeur der 10. Panzer-Division und beförderte ihn am 15. Februar zum Generalmajor.
Von Broich geriet am 12. Mai 1943 mit den Resten seiner Division bei Gombalia (Tunesien) in britische Kriegsgefangenschaft und wurde am 1. Juni in das Generalslager Trent Park bei London überführt, nachdem er rückwirkend zum 1. Mai 1943 noch die Beförderung zum Generalleutnant erhalten hatte. Am 7. Oktober 1947 erfolgte seine Repatriierung.

## Auszeichnungen
- Eisernes Kreuz (1914) II. und I. Klasse[1]
- Österreichisches Militärverdienstkreuz III. Klasse mit der Kriegsdekoration[1]
- Deutsches Kreuz in Gold am 2. November 1941[2]
- Ritterkreuz des Eisernen Kreuzes am 29. August 1942[2]
- Italienische Tapferkeitsmedaille in Silber
- Ärmelband Afrika